# Camellia amplexicaulis
Camellia amplexicaulis  (лат.) — вид двудольных растений рода Камелия (Camellia) семейства Чайные (Theaceae). Под текущим таксономическим названием был описан ботаником Комбертусом Питером Коэном-Стюартом в 1916 году.
Синонимичное название — Thea amplexicaulis Pit.basionym.

## Распространение
Эндемик Вьетнама.

## Ботаническое описание
Кустарник высотой до 3 м.

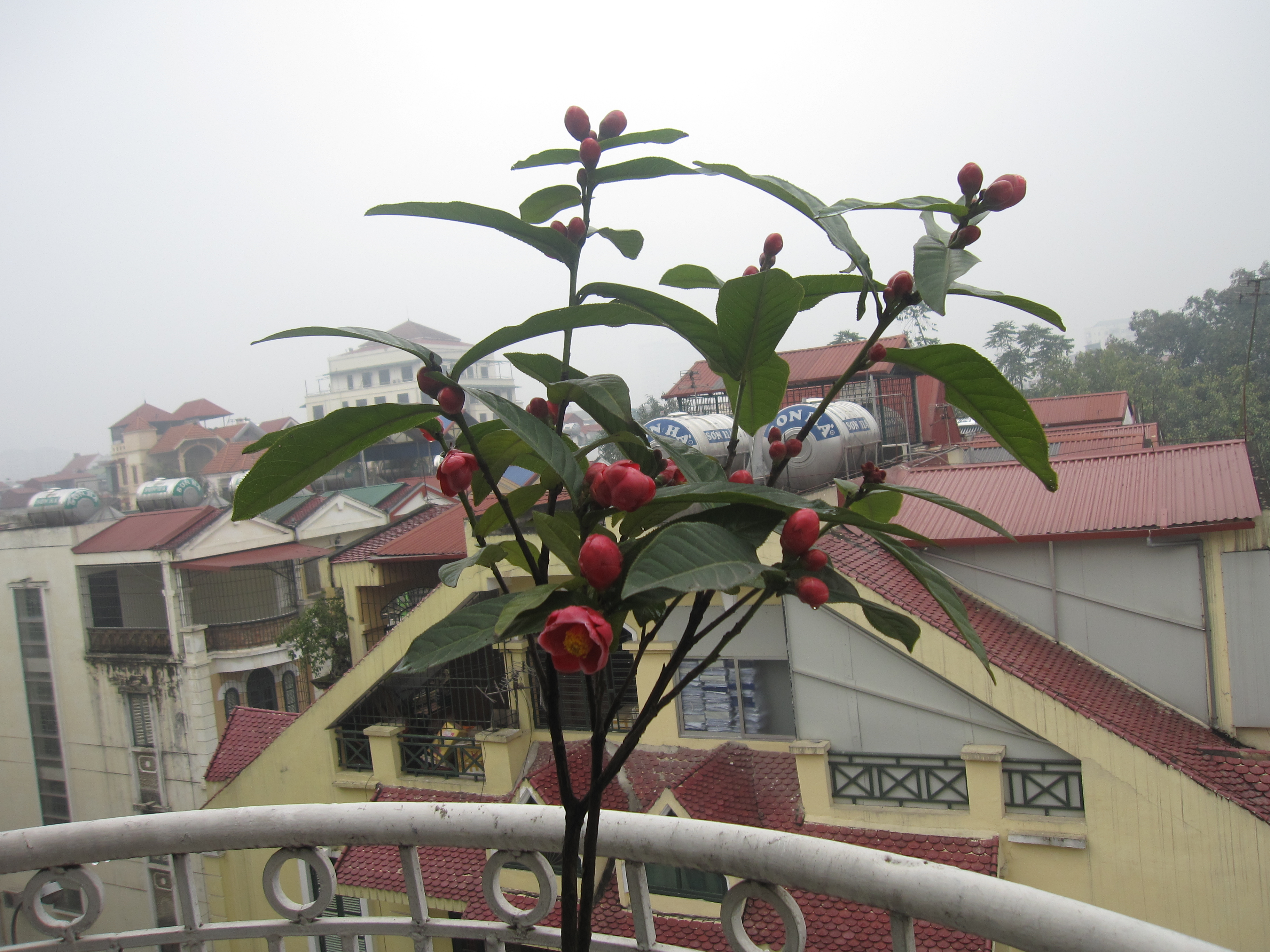
Образец цветущего растения (Ханой, Вьетнам)

Листья голые, кожистые, размером 15—22×6—11 см, эллиптической формы.
Цветок диаметром 7 см; лепестков по 8—13 на каждом цветке, округлые, красного цвета, кожистые.
Плод округлой формы.

## В культуре
Натурализован в Ботаническом саду Мельбурна (Австралия).